# Hemerodromia empiformis
Hemerodromia empiformis is een vliegensoort uit de familie van de dansvliegen (Empididae). De wetenschappelijke naam van de soort is voor het eerst geldig gepubliceerd in 1823 door Say.